# Racconti d'inverno
Racconti d'inverno è una raccolta di racconti di Karen Blixen, pubblicata per la prima volta  nel 1942. In Italia uscì nel 1960, nella traduzione di Paola Ojetti.

## I racconti
1. Il giovanotto col garofano
2. Il campo del dolore
3. L'eroina
4. Il racconto del mozzo
5. Le perle
6. Gli invincibili padroni di schiavi
7. Il bambino che sognava
8. Alkmene
9. Il pesce
10. Peter e Rosa
11. Un racconto consolatorio

## L'Eroina
Uno studente inglese di teologia, Frederick Lamond fa un viaggio di studi in Germania nel 1870. mentre è in viaggio le truppe tedesche si mobilitano per una guerra con la Francia, e lo studente, fermatosi in un albergo a Saasburg, vi trova un gruppo di francesi spauriti che stanno cercando di rientrare in Francia, ma ne sono impediti perché i lasciapassare non arrivano. Anche Frederick rimane bloccato lì per la stessa ragione, e, benché inglese, condivide le sorti del gruppo che in quanto francese viene trattato male dall'albergatore. Nel pieno della tensione, arriva all'albergo un'altra viaggiatrice, Madame Heloise, una gran dama francese giovane, e bellissima,  e fiera come una leonessa. Subito s'impone all'intero gruppo  e lo protegge, ottenendo rispetto e trattamento migliore per tutti. Il gruppo, formato di umile gente, un commesso viaggiatore, un parroco, due suore e una vedova, l'adora, come pure Frederick; in pratica essa diviene per loro il simbolo della Francia. Ma arrivano all'albergo le truppe tedesche, e l'albergatore  denuncia l'intero gruppo come spie. I componenti del gruppo vengono portati davanti agli ufficiali tedeschi per essere interrogati, e l'interrogatorio è condotto da un ufficiale prussiano bello e altero come Madame Heloise. Non appena i due si vedono, si accende un conflitto interpersonale tra di loro che fa scendere in secondo piano l'imputazione iniziale; il prussiano vuole che madame Heloise lo consideri e lo tema, e questa lo tratta con alterigia e disprezzo. Allora l'ufficiale, fuori di sé dice che concederà i salvacondotti per l'intero gruppo se Madame Heloise verrà a chiederglielo nuda; in caso contrario saranno tutti fucilati. Lei dice che sono i suoi compagni che devono rispondere per lei: lei farà quello che decidono loro. E quelle persone così spaventate e timide rispondono di no. Vengono cacciati tutti fuori dall'ufficiale furibondo, ma mentre attendono la loro sorte in cortile, si avvicina un altro membro dello staff coi loro salvacondotti e un fascio di rose rosse con su appuntato il biglietto: ‘A un'Eroina'. Ma l'intera vicenda assume un aspetto molto più profondo e intrigante al finale a sorpresa, che avviene dieci anni dopo.

## Il racconto del mozzo
Simon, il mozzo di una nave, vede che un falcone si è impigliato tra le sartie dell'albero maestro e non riesce a liberarsi allora sale a prenderlo, ma quando allunga la mano l'uccello lo becca. Simon gli dà un colpo in testa per stordirlo, poi lo prende e lo porta giù; quindi lo libera e l'uccello vola via. Due anni dopo, il mozzo attraccò in un porto norvegese, e decide di scendere a terra, dove incontra una ragazza. Chiacchierano, lui le regala un'arancia e lei gli dice che lo avrebbe ricompensato con un bacio, se fosse tornato il giorno dopo. Lui cerca di andare all'appuntamento, ma viene fermato da una banda di russi ubriachi che lo trascinano con loro e non lo lasciano andar via. Lui chiede di essere lasciato, ma quello che lo teneva non se ne dà per inteso, e allora Simon lo colpisce col coltello. Il russo cade e lui fugge, e riesce ad arrivare all'appuntamento con la ragazza. Vedendolo insanguinato lei gli chiede cosa fosse successo e lui le dice che ha paura d'aver ucciso un uomo per non mancare all'appuntamento. Allora lei lo bacia. Il mozzo si rifugia in una taverna e in quel momento entra una vecchia donna che chiede arrabbiata dov'è suo figlio, e vedendolo gli dice di tornare subito a casa con lei. Lui la segue, ma appena fuori lei gli mette in mano un pezzetto della gonna per pulire il sangue. Una volta arrivati alla sua capanna, gli chiede il coltello, con cui si fa una ferita al pollice. In quel momento entrano due marinai russi che chiedono se lei abbia visto l'uomo che ha ucciso il loro amico. La donna dice di aver visto solo loro che urlavano e gli uomini, intimoriti, la pagano, e se ne vanno. Allora il ragazzo gli chiede perché l'ha aiutato e la donna lo guarda con i suoi occhi gialli e  gli dice che lei era il falcone che due anni prima si era impigliato sulla sua nave. Il ragazzo ringrazia ma nel salutarlo la vecchia gli dà un colpo in testa da stordirlo.

## Le Perle
Una ragazza si sposa e va in viaggio di nozze in Norvegia. È molto felice col marito, ma è preoccupata nel vedere che è imprudente e si mette in pericolo per gioco, facendola stare in ansia. Si propone quindi di far sì che stia in ansia a sua volta, sperando che si corregga, e commette a sua volta diverse imprudenze, ma senza ottenere alcun risultato. Alla fine accade che rompe una collana di perle di gran valore, che lui le aveva regalato per le nozze. Insieme raccolgono tutte le perle, le contano,  e le portano da un ciabattino (l'unico negozio disponibile in paese) perché vengano infilate nuovamente. Quando vanno a riprenderle, il marito, vedendo che si mette subito la collana al collo le chiede: “Non le conti?” al che lei, soddisfatta, risponde: “No”. La giovane donna resiste fino al rientro del viaggio di nozze, ma poi non ce la fa più e di nascosto conta le perle. Rimane sbalordita nel constatare che ce n'è una in più, non solo ma che è quella centrale, la più grossa di tutte. Sbalordita, non si raccapezza, finché un giorno le arriva la lettera del ciabattino che dice: “Giovane signora, sono stato io ad aggiungere una perla. Era di una ricca lady inglese, di una sua collana che ho reinfilato come la vostra, e solo dopo mi sono accorto di averne dimenticata una. E quando vi ho vista, così preoccupata che potessi rubarvi una perla, non ho resistito e l'ho aggiunta alla vostra collana”. In quel momento, l'idea dell'impermanenza che aveva tanto tormentato la giovane donna viene lenita dall'idea che la perle, almeno, sarebbero durate, trasmesse da una generazione all'altra e portate da giovani donne che avrebbero fatto, di volta in volta, risorgere le altre.

## Il bambino che sognava
Un trovatello viene adottato da una ricca famiglia danese, che rimane sconcertata dal fatto che il bambino sembra riconoscere tutto ciò con cui viene a contatto, come se fosse un ricco bambino rapito. In realtà, il bambino si era immedesimato nelle storie che gli aveva raccontato una sarta sulle famiglie ricche che frequentava, e ora le viveva come sue in prima persona. Ma vivendo così intensamente i suoi sogni il piccolo, oltre che a sconvolgere tutta la famiglia si consuma e muore, ma molto felice perché ha potuto condividere i suoi sogni con tutti. Il contatto con lui causa una decisiva crisi di coscienza nella sua madre adottiva che si portava dentro un rovello insanabile, e che alla fine deciderà di esplicitarlo al marito.

## Un racconto consolatorio
Un gruppo di amici parlano in un caffè di Parigi, raccontandosi delle storie. Uno di loro racconta la seguente: Lo scià della Persia, avendo letto le Mille e una notte, si era entusiasmato dall'abitudine di Harun al Rascid  di girare tra il popolo travestito, e cominciò a farlo anche lui, con il travestimento di mendicante. In una di queste uscite s'imbatté in un mendicante vero identico a lui, e, osservandolo da lontano, vide che tutta la gente intorno lo trattava con rispettoso ossequio. Piccato, gli si avvicinò e gli chiese perché si spacciava per lui. Il mendicante ribatte che lui era nato con quell'aspetto, e semmai il principe a plagiarlo. Questi gli chiede allora come fa a sapere che lui è lo scià; e il mendicante gli risponde che lo sanno tutti, ed è per questo che si comportano tanto bene, e gli dicono solo cose piacevoli. Il principe, piccato cerca di metterlo alle strette in vari modi, ma il mendicante riesce sempre a metterlo a tacere con l'espediente di dire la pura verità abbellita da alcune sapienti metafore. Alla fine, il principe, sconfitto, rientra alla reggia, ripromettendosi di non travestirsi mai più, perché ha capito che ognuno deve stare al posto che gli spetta.

## Edizioni
- Karen Blixen, Racconti d'inverno, trad. di Paola Ojetti ed. Feltrinelli, Milano 1960;
- Karen Blixen, Racconti d'inverno, trad. di Adriana Motti,ed. Bompiani, Milano 1980;[1]
- Karen Blixen, Racconti d'inverno, trad. di Adriana Motti, ed. Adelphi, Milano 1980;
- Karen Blixen, Racconti d'inverno, trad. di Adriana Motti, ed. CDE, Milano 1991;
- Karen Blixen, Racconti d'inverno, trad. di Adriana Motti, ed. Club, Milano 1993;